# Apollodoro (pittore)
Apollodoro (in greco antico: Ἁπολλόδωρος?, Apollodōrus), detto schiagrafo (σχιαγράϕος, skiagráphos) (Attica, ... – ...; fl. V-IV secolo a.C.), è stato un pittore greco antico.

## Biografia
Secondo Plinio il Vecchio fiorì nella 93ª Olimpiade, ossia nel 408-405 a.C.: la sua attività poté quindi svolgersi nell'ultimo trentennio del V secolo a.C. Tra le opere ricordate dalle fonti: un sacerdote orante, un Aiace fulminato e un Ulisse.
Schiagrafo significa 'pittore di ombre'; questo attributo fu assegnato ad Apollodoro da tardi commentatori che intendevano con esso sottolineare la particolarità della sua arte: l'articolazione del chiaroscuro in funzione di una maggiore resa volumetrica (Plutarco, Moralia 346), estesa ormai anche al corpo umano, e non solo alle architetture sceniche, come sembra avesse fatto Agatarco. La pittura di Apollodoro sembra quindi essere stata percepita come la via alternativa a quella condotta da Parrasio, per l'alternarsi della luce e dell'ombra attorno ai corpi i quali in questo modo risaltavano dal fondo, piuttosto che attraverso la modulazione sapiente della linea di contorno.
Al termine schiagrafia sono stati attribuiti nel tempo e si sono sovrapposti diversi significati, da ultimo quello di una tecnica simile alla moderna tecnica impressionista, alla quale sembra far cenno Platone nei Dialoghi e che sarebbe stata introdotta appunto nel periodo di attività di Apollodoro. Il carattere illusorio del nuovo modo di dipingere (Plinio, Nat. hist., XXXV, 60) e di intendere l'attività dell'artefice assumerà già al tempo di Apollodoro connotazioni negative e il termine schiagrafo diverrà sinonimo di pittore in quanto artefice padrone della rappresentazione attraverso l'articolazione dello spazio e la modulazione della luce e del colore.